# Novelty Press
Novelty Press est une maison d'édition américaine de comic books fondée en 1940 par la Curtis Publishing Company (en) et disparue en 1949.

## Documentation
- (en) Novelty Press sur la Grand Comics Database.
- (en) Mike Benton, « Novelty Publications », The Comics Book in America. An Illustrated History, Dallas : Taylor Publishing Company, 1989, p. 140-141.